# Pierre Rolland
Pierre Rolland (født 10. oktober 1986) er en fransk tidligere professionel cykelrytter, der senest kørte for B&B Hotels–KTM.
I 2011 vandt Pierre Rolland Alpe d'Huez-etapen i Tour de France og erobrede samtidig den hvide ungdomstrøje. I 2012 vandt han 11. etape.